# ローヤルボウル

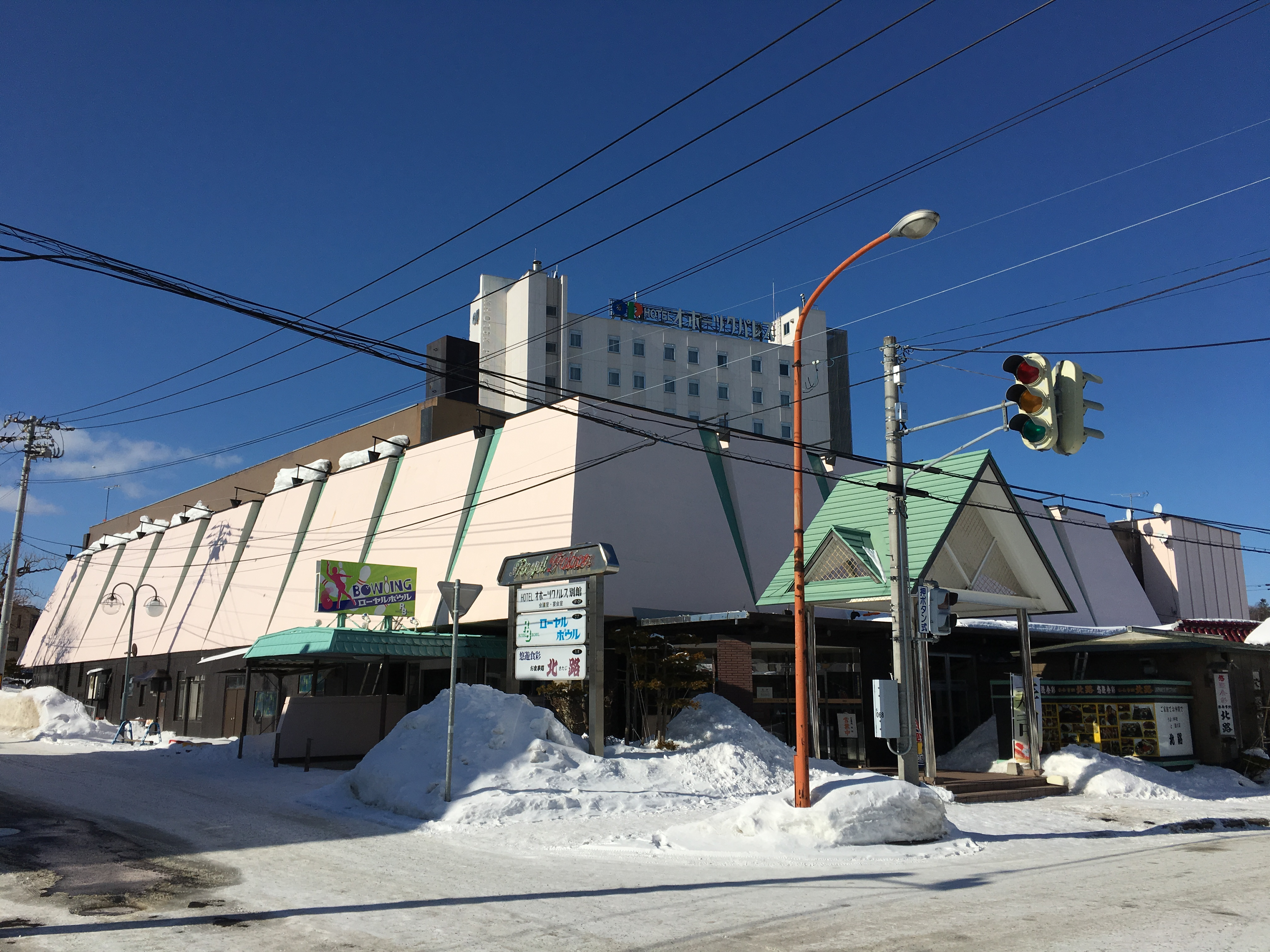
ローヤルパレス（2017年2月）

ローヤルボウルは、北海道紋別市にあるボウリング場。北海道ボウリング場協会加盟。

## 概要
1970年（昭和45年）、紋別市中心部にあるホテルオホーツクパレスの別館「ローヤルパレス」2階に開業。
1994年（平成6年）に全面改修しリニューアル。過去には各種リーグ戦や年に1度のローヤルボウルオープン記念大会、大規模の競技大会などが開催されていた。
設備の老朽化や新型コロナウイルス感染症の影響等を理由に、2021年（令和3年）3月31日でホテル運営会社が運営を終了。遠紋地域唯一のボウリング場であることから、市中心部のにぎわい維持のため、市が設備改修費や運営費の一部を負担した上で、「紋別ニューシティ開発公社」（市の第三セクター）による運営で同年10月1日から営業を再開した。

## 設備
ウッド製14レーン。ピンセッターはブランズウィックA2。